# Seliminovo, Sliven
Seliminovo (în bulgară Селиминово) este un sat în comuna Sliven, regiunea Sliven,  Bulgaria. 

## Demografie
Componența etnică a satului Seliminovo
     Nicio identificare (5,73%)
     Bulgari (38,96%)
     Romi (55,3%)
     Turci (0%)
La recensământul din 2011, populația satului Seliminovo era de 1.481 locuitori. Din punct de vedere etnic, majoritatea locuitorilor (55,3%) erau romi, cu o minoritate de bulgari (38,96%). Pentru 5,73% din locuitori nu este cunoscută apartenența etnică.